# Frank De Bleeckere
Frank De Bleeckere est un arbitre de football belge né le 1er juillet 1966 à Audenarde. Son père, René, et son grand-père ont également été arbitres en division 1 belge. Il a fait partie du top 10 des meilleurs arbitres mondiaux. D'après Yvan Cornu, responsable de l’arbitrage à l’UEFA (2008), « son professionnalisme, sa condition physique et sa manière d’interpréter le règlement font de lui une des pointures de l’arbitrage en Europe. Il aligne une certaine régularité comme l'attestent tous les rapports sur son travail en Ligue des champions ».

## Carrière
Il se lance dans une carrière d'arbitre en 1984. En 1989, il accède aux divisions supérieures belges et il arbitre son premier match en division 1 le 1er avril 1995.
Il reçoit son écusson FIFA en 1998 et est repris dans la catégorie Top Class depuis 2002 jusqu'à sa retraite.
Il arbitre son dernier match officiel le 17 décembre 2011 lors du match de division 1 belge entre Zulte Waregem et Mons, ayant atteint la limite d'âge (45 ans).

## Désignations
Il est souvent désigné pour diriger des rencontres de Ligue des champions. Il est désigné pour arbitrer la demi-finale de la Ligue des Champions entre le Barça et l'Inter de Milan au Camp Nou de Barcelone le 28 avril 2010. Il arbitre également l'année suivante (3 mai 2011) la demi-finale du Barça contre le Real Madrid au Camp Nou. Il  fut très critiqué par les Madrilènes car il refuse un but très contestable au profit de Gonzalo Higuaín.
Il a été également désigné pour arbitrer les tournois suivants :
- Championnat d'Europe de football des moins de 17 ans 1998
- Coupe du monde de football des moins de 20 ans 2003
- Championnat d'Europe de football 2004 (4e officiel)
- Coupe du monde de football des moins de 17 ans 2005 (finale)
- Coupe du monde de football de 2006 (4 matchs)
- Championnat d'Europe de football 2008 (3 matchs)
- Coupe du monde de football des moins de 20 ans 2009 (4 matchs, finale)
- Coupe du monde de football 2010 (3 matchs)

À côté de ces désignations pour des matchs de niveau international, Franck De Bleeckere arbitre des rencontres dans les compétitions nationales. Ainsi en 2007-08, il a officié dans les championnats belges (y compris en division 2), néerlandaise et ukrainienne.

## Distinctions personnelles
- Arbitre de l'année (Belgique) en 2000, 2001, 2002, 2003, 2010, 2011 et en 2012.
- Élu troisième meilleur arbitre du Monde par la FIFA en janvier 2009.